# Kambfellsfjall
Kambfellsfjall är ett berg i republiken Island. Det ligger i regionen Norðurland eystra, 210 km nordost om huvudstaden Reykjavík. Toppen på Kambfellsfjall är 1 249 meter över havet, eller 55 meter över den omgivande terrängen. Bredden vid basen är 2,1 km.
Trakten runt Kambfellsfjall är nära nog obefolkad, med mindre än två invånare per kvadratkilometer. Det finns inga samhällen i närheten. Trakten runt Kambfellsfjall består i huvudsak av gräsmarker.